# 1A busz (Kőszeg)
A kőszegi 1A jelzésű autóbusz a Vasútállomás és a Felsőgyöngyöshíd megállóhelyek között közlekedett 2013. április 1-ig. A vonalon Ikarus 263 és MAN SL 283 típusú szólóbuszok járnak. A vonalat a Vasi Volán Zrt. üzemelteti. Kőszegen jelenleg nincs helyi tömegközlekedés miután a szerződés lejárt, és a város nem hosszabbította meg.

## Közlekedése
Csak ebben az egy irányban jártak a buszok. Munkanapokon csak a csúcsidőben közlekedtek, 3 alkalommal. Munkaszüneti napokon pedig kora este 2 alkalommal.

## Útvonala
Vasútállomás - Rákóczi Ferenc utca - Rohonci utca - Velemi út - Rómer Flóris utca - Rákóczi Ferenc utca - Munkácsy Mihály utca - Kossuth Lajos utca - Várkör - Gyöngyös utca - Sziget utca - Meskó utca - Felsőgyöngyöshíd

## Megállók
| Megállóhely neve     | Menetidő |
| -------------------- | -------- |
| Vasútállomás         | 0        |
| Bútorszövetgyár      | 2        |
| Rohonci u. 18.       | 3        |
| Kiss János lakótelep | 4        |
| Hősi Emlékmű         | 5        |
| Kulacs vendéglő      | 7        |
| Mezőgazd. Technikum  | 8        |
| Sziget u.            | 9        |
| Felsőgyöngyöshíd     | 10       |

## Menetrend
| Óra | Munkanapokon | Munkaszüneti napokon |
| --- | ------------ | -------------------- |
| 5   | 35           | -                    |
| 7   | 35           | -                    |
| 13  | 35           | -                    |
| 17  | -            | 35                   |
| 18  | -            | 35                   |

## 2013 előtt
1A busz (Kőszeg, megszűnt)